# Pétur Pétursson
Pétur Pétursson (Akranes, 27 juni 1959) is een oud-voetballer uit IJsland.

## Clubcarrière
Pétur Pétursson, een linksbuiten, begon in eigen land bij de jeugd van IA Akranes. In 1976 maakte de IJslander zijn debuut in het A-elftal van Akranes. Pétur bleef drie seizoenen in IJsland voetballen en in oktober 1978 trok de spits naar Nederland om er bij Feyenoord te gaan voetballen.
Bij Feyenoord speelde hij regelmatig en zat in het team dat in 1980 de KNVB beker won. In het seizoen 1979/80 scoorde hij 23 competitiegoals voor de Rotterdammers. Na drie seizoenen werd Pétur door Anderlecht gekocht en trok hij dus naar België.
Pétur Pétursson speelde slechts één seizoen voor RSC Anderlecht en scoorde 5 keer voor de Brusselse club. In 1982 trok hij naar Antwerp FC. Daar bleef hij twee seizoenen en besloot dan toch om terug te keren naar Feyenoord.
In Nederland speelde Pétur Pétursson nog één seizoen voor de Rotterdamse club (3e plaats in de Eredivisie), maar toch verhuisde hij in 1985 naar Spanje om er bij Hércules CF te gaan spelen.
Na één seizoen in Spanje verhuisde de IJslander terug naar zijn eigen land om er opnieuw voor IA Akranes te gaan voetballen. Hij won met de club dat jaar ook de nationale beker.
In 1986 speelde hij opnieuw voor Hercules Alicante, maar een jaar later besloot de spits om toch voorgoed terug te keren naar zijn vaderland.
Zo kwam Pétur Pétursson terecht bij KR Reykjavik. De spits speelde er af en toe en scoorde ook regelmatig. In 1991, Pétur Pétursson was toen 32 jaar, besloot hij te stoppen met voetballen.

## Interlandcarrière
Pétur Pétursson speelde 41 keer voor de nationale ploeg van IJsland en was goed voor 11 doelpunten. Hij maakte zijn debuut voor de nationale ploeg op 28 juni 1978 in de vriendschappelijke thuiswedstrijd tegen Denemarken (0-0), toen hij een aanvalsduo vormde met Teitur Thórdarson.
| Interlanddoelpunten | Interlanddoelpunten | Interlanddoelpunten | Interlanddoelpunten                      | Interlanddoelpunten | Interlanddoelpunten | Interlanddoelpunten | Interlanddoelpunten |
| #                   | Datum               | Locatie             | Wedstrijd                                | Goal(s)             | Score               | Uitslag             | Wedstrijd           |
| ------------------- | ------------------- | ------------------- | ---------------------------------------- | ------------------- | ------------------- | ------------------- | ------------------- |
| 1                   | 04/10/1978          | Halle               | Duitse Democratische Republiek – IJsland | 14'                 | 1 – 1               | 3 – 1               | EK-kwalificatie     |
| 2                   | 25/06/1980          | Reykjavik           | IJsland – Finland                        | 84'                 | 1 – 1               | 1 – 1               | Oefenduel           |
| 3                   | 14/11/1984          | Cardiff             | Wales – IJsland                          | 56'                 | 1 – 1               | 2 – 1               | WK-kwalificatie     |
| 4                   | 12/07/1985          | Akranes             | IJsland – Faeröer                        | 15'                 | 1 – 0               | 1 – 0               | Oefenduel           |
| 5                   | 09/09/1987          | Reykjavik           | IJsland – Noorwegen                      | 21'                 | 1 – 0               | 2 – 1               | EK-kwalificatie     |
| 6                   | 20/09/1989          | Reykjavik           | IJsland – Turkije                        | 56'                 | 1 – 0               | 2 – 1               | WK-kwalificatie     |
| 7                   | 20/09/1989          | Reykjavik           | IJsland – Turkije                        | 72'                 | 2 – 0               | 2 – 1               | WK-kwalificatie     |
| 8                   | 28/03/1990          | Esch-sur-Alzette    | Luxemburg – IJsland                      | 16'                 | 0 – 1               | 1 – 2               | Oefenduel           |
| 9                   | 03/04/1990          | Hamilton            | Bermuda – IJsland                        | 4'                  | 0 – 1               | 0 – 4               | Oefenduel           |
| 10                  | 03/04/1990          | Hamilton            | Bermuda – IJsland                        | 88' (pen.)          | 0 – 4               | 0 – 4               | Oefenduel           |
| 11                  | 08/04/1990          | Saint Louis         | Verenigde Staten – IJsland               | 85' (pen.)          | 4 – 1               | 4 – 1               | Oefenduel           |

## Trainerscarrière
In 2008 is Pétur Pétursson assistent-bondscoach van het nationale elftal van IJsland.

## Erelijst
Feyenoord
- KNVB beker

1980